# Prętławki
Prętławki (niem. Prantlack) – wieś w Polsce położona w województwie warmińsko-mazurskim, w powiecie bartoszyckim, w gminie Sępopol. W latach 1975–1998 miejscowość administracyjnie należała do województwa olsztyńskiego.
Na pobliskim pagórku nad rzeką Guber, zwanym Książęcą Górą (dawniej zwanym Burg Berg, Schlossberg, Waistotepile, Waistotenpil), znajdują się ślady po dawnym grodzisku Prusów.
W 1889 r. wieś stanowiła majątek ziemski o obszarze 183 ha.
W 1978 r. we wsi było 7 indywidualnych gospodarstw rolnych, uprawiających 94 ha ziemi. W 1983 r. była to wieś o zwartej zabudowie z 6 domami i 56 mieszkańcami.